# Росетти, Мария

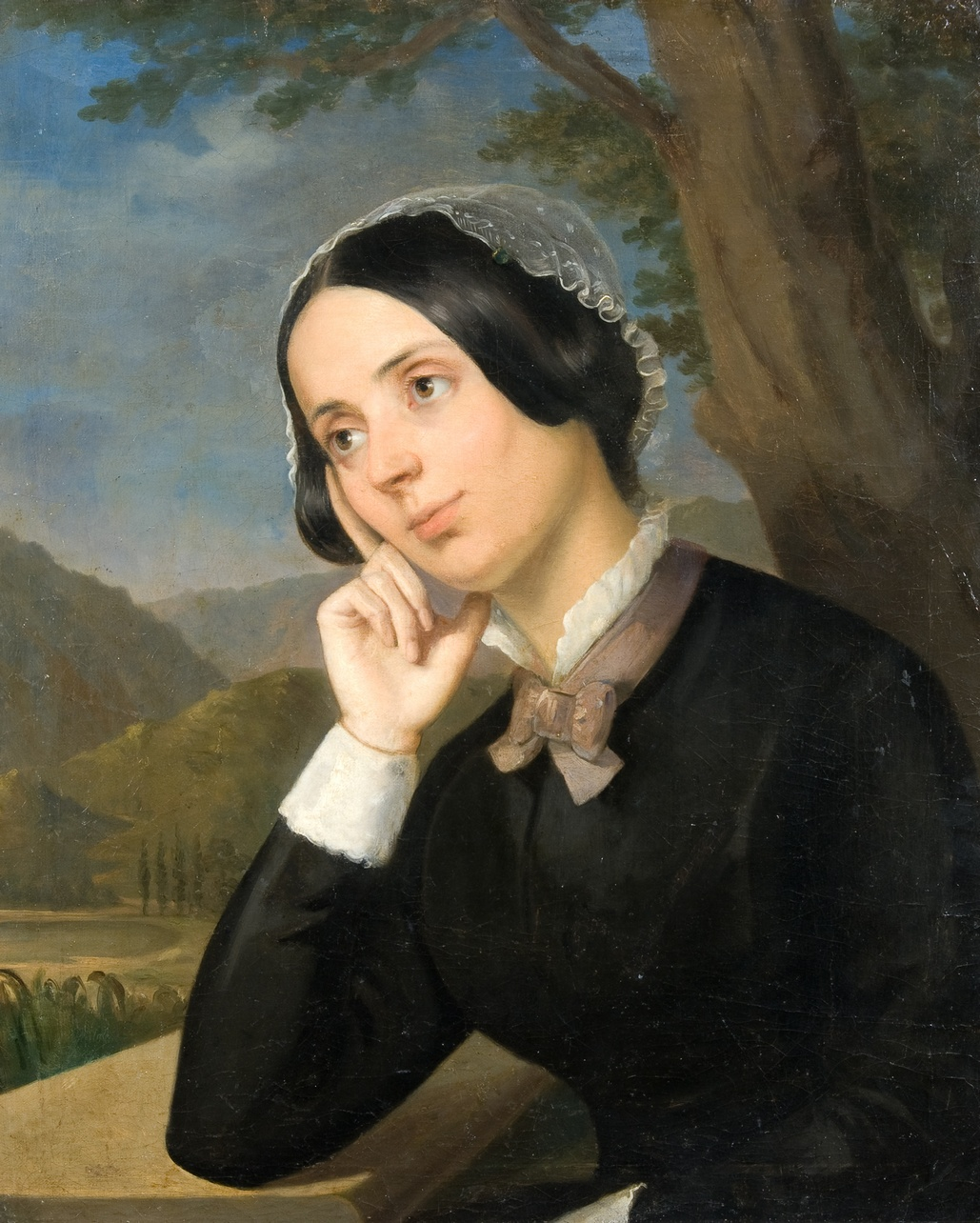
Портрет Марии Росетти, художник Константин Даниэль Розенталь

Мария Росетти (рум. Maria Rosetti, урождённая Мария Грант (англ. Marie Grant); 14 сентября 1819, остров Гернси — 25 февраля 1893) — валашская и румынская политическая активистка, журналистка, эссеистка, филантроп и светская львица, уроженка британского острова Гернси. Она была сестрой британского дипломата Эффингема Гранта и супругой лидера румынских радикалов Константина Росетти. Мария принимала активное участие в Валашской революции 1848 года. Она также была известна своей длительной дружбой с художником Константином Даниэлем Розенталем и с Пией Брэтиану, женой национал-либерального политика Йона Брэтиану. У Росетти было восемь детей: Мирча, Йон, Винтилэ (журналист и писатель), Хория, Елена-Мария, Тони, Флоричел и Либертатя София, все они занимались политической деятельностью.

## Биография
Мария родилась в семье капитана Эдварда Гранта, судовладельца, проживавшим на острове Гернси, и его жены Марии Ле Лашер, Мария принадлежала к англиканской церкви. Гранты, которые в конце концов обосновались в английском Плимуте, утверждали, что ведут своё происхождение от шотландского клана Грантов, но так ли это было на самом деле доподлинно неизвестно.
В 1837 году её младший брат Эффингем был назначен секретарём Роберта Гилмора Колкухауна, британского консула в Валахии. Вскоре после этого Мария сама переехала в Бухарест, где начала работать репетитором. Именно тогда она познакомилась с Константином Росетти, близким другом её брата и членом боярской семьи Росетти, который влюбился в неё. Мария Грант работала в семье полковника Валашской милиции Йоана Одобеску, давая уроки его детям, в том числе сыну Александру, будущему писателю и политику. В то время она проживала в бухарестском районе у Куртя-Веке.
Грант вышла замуж за Росетти в её семейной доме в Плимуте, бракосочетание прошло по англиканскому обряду 31 августа 1847 года, позднее они повторно сочетались браком в Вене по православному обряду. На последней церемонии присутствовали члены семьи Росетти, Штефан и Александру Голеску, которые были крёстными родителями их детей. По словам историка Павла Черноводяну, она встретила с трудностями при адаптации в боярское среде, но «[её] врожденные качества, благородное поведение, ум и культура» помогли ей в этом деле.

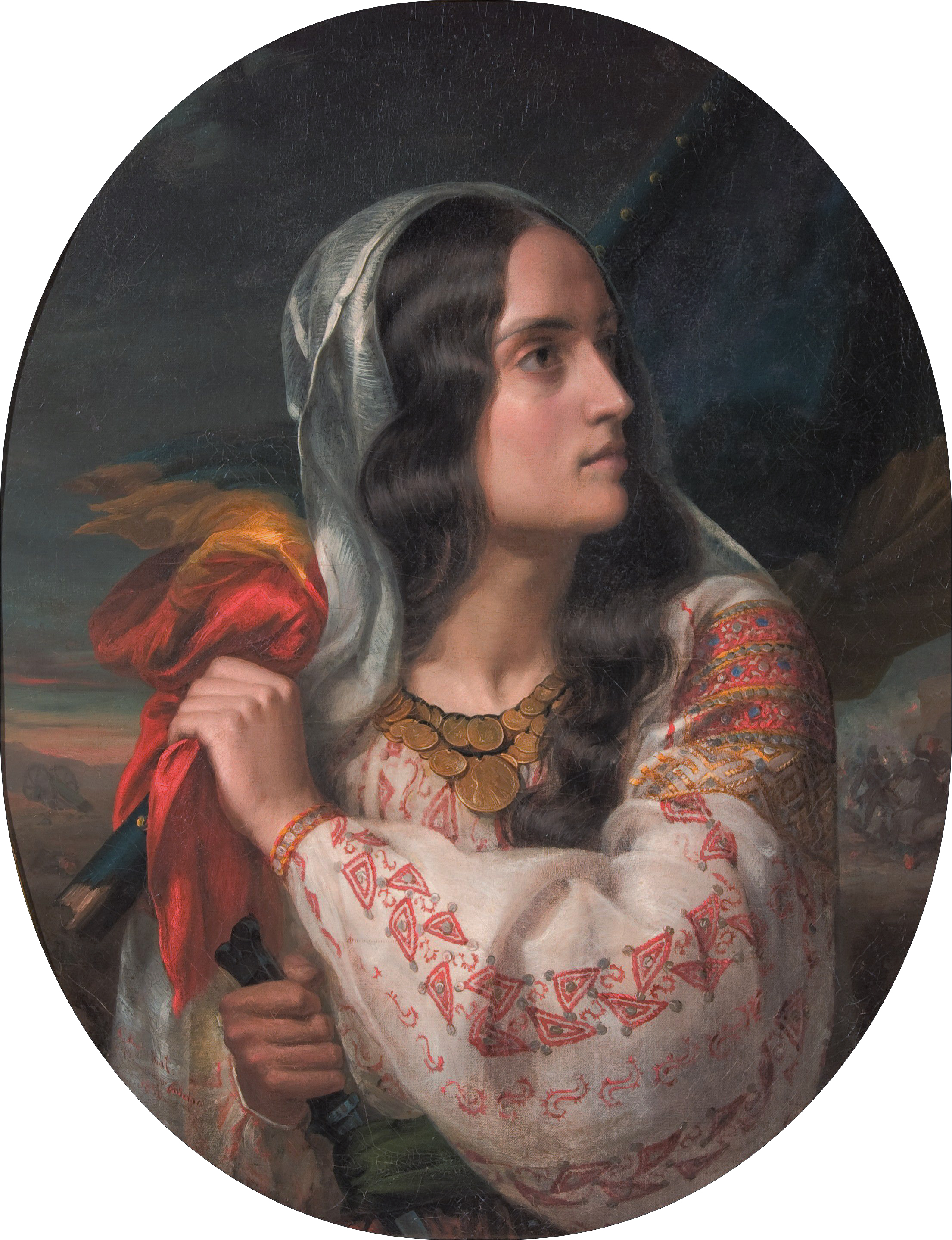
Революционная Румыния, картина Розенталя, посвящённая Росетти

Во время революции 1848 года её муж сыграл важную роль в сплочении населения Бухареста на стороне радикалов и стал членом Временного правительства. Когда османские войска вошли на территорию страны, подавив восстание и арестовав его лидеров, Константин был взят под стражу османами и вместе с другими видными участниками восстания переправлен на барже из Джурджу в подконтрольную Австрии Свиницу, располагавшуюся недалеко от дунайского порта Оршова. Вместе с еврейским художником Константином Даниэлем Розенталем Мария последовала за ними, по прибытии в Свиницу она указала местным властям, что они больше не находятся под османской юрисдикцией и убедила главу Свиницы разоружить охрану, что, в свою очередь, позволило заключённым бежать. Затем Росетти отправились во Францию. Её роль в последнем этапе этой революции была отмечена французским историком Жюлем Мишле в его эссе 1851 года «Мадам Росетти» и её мужем, сравнившим её с Анитой, бразильской женой итальянского революционера Джузеппе Гарибальди.
Около 1850 года Розенталь закончил одну из своих самых знаменитых картин — «Революционная Румыния» (рум. România revoluţionară). Выполняя функцию национальной персонификации, изображающей женщину в румынском народном костюме, он одновременно с этим представлял собой портрет Марии Росетти. Художник умер в июле 1851 года, после того как при попытке переправиться в Валахию он был схвачен австрийскими властями и замучен ими до смерти в своём родном Пеште. В 1878 году Мария Росетти написала статью для своего журнала «Mama şi Copilul» («Мать и дитя»), в которой она восхваляла своего умершего друга: «[Розенталь был] одним из лучших и самых верных людей, которых Бог создал по своему образу и подобию. Он умер за Румынию, за её свободу, он умер за своих румынских друзей. […] Этот друг, этот сын, этот мученик Румынии -израильтянин. Его звали Даниэль Розенталь».

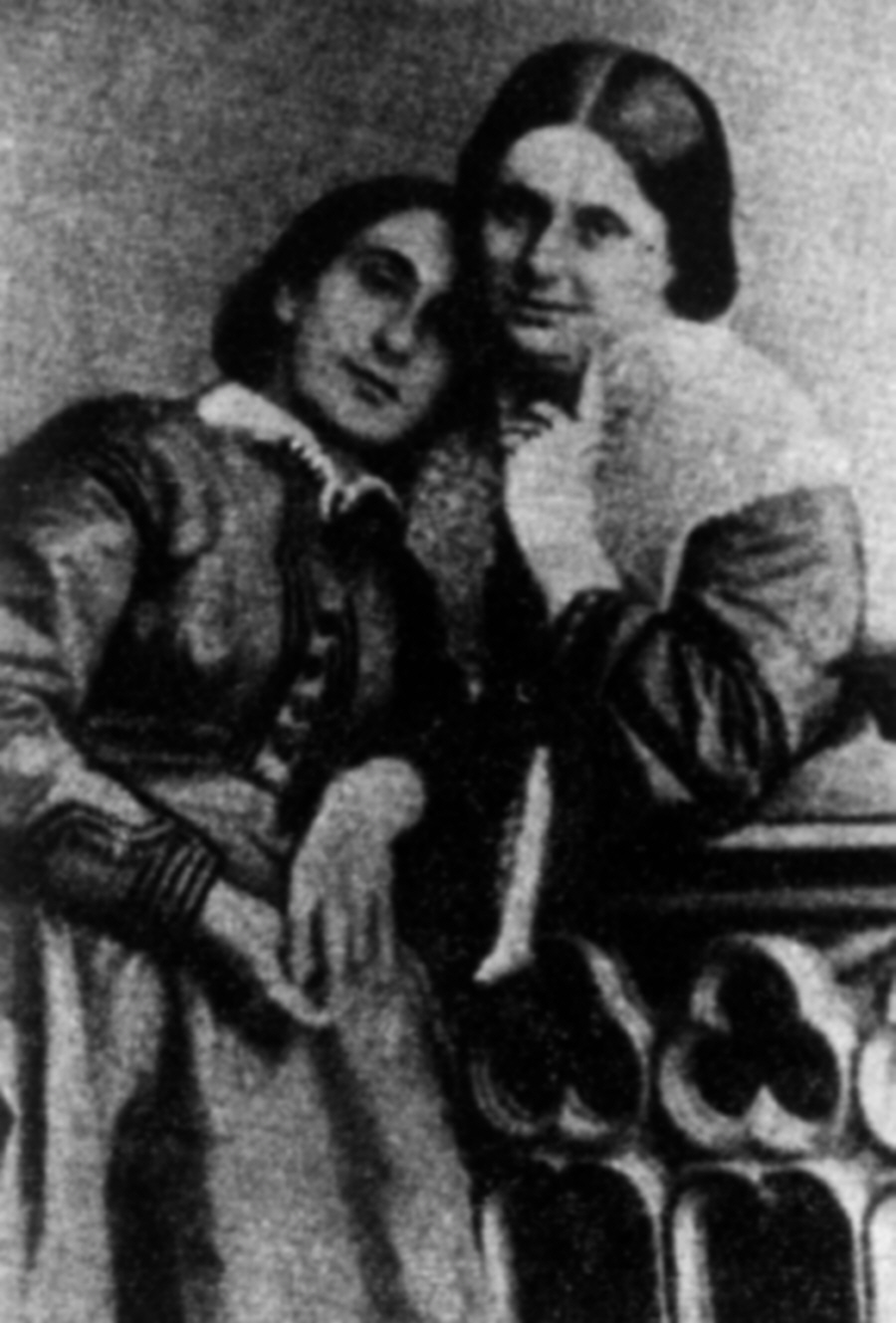
Мария Росетти (справа) и Пия Брэтиану

В течение 1850-х годов, до и после подписания Парижского мирного договора 1856 года, позволившего её семье вернуться в Дунайские княжества, Мария Росетти и её муж активно поддерживали Национальную партию, призывая к объединению Валахии с Молдавией, осуществленному в 1859 году избранием Александру Иоана Кузы валашским князем, а затем домнитором двух государств. Она вместе с мужем многократно публиковала материалы в различных изданиях, в том числе в газете «Românul», пока не стала выпускать свой собственный еженедельный журнал «Mama şi Copilul», в котором преимущественно содержались советы по воспитанию маленьких детей и высказывались опасения по поводу возможных изменений в обществе после объединения Румынии. Журнал издавался только в 1865—1866 годах. Эта деятельность даёт Росетти право претендовать на звание первой румынской журналистки.
Впоследствии Мария Росетти принимала участие в организации благотворительных мероприятий и публичных церемониях: в 1866—1867 годах она собирала средства на борьбу с голодом, а в 1871 году организовывала торжества в молдавском местечке Путна. Её влияние особенно возросло после 1875 года, когда Константин Росетти вошёл в руководство Национал-либеральной партии. Будучи журналисткой, она публиковала статьи, пропагандирующие эмансипацию женщин. В 1877 году, когда Румыния провозгласила свою независимость и примкнула к Российской империи в войне против Османской империи, Мария Росетти собирала средства для помощи раненым, основав и управляя госпиталем в Турну-Мэгуреле.
У Константина и Марии Росетти было восемь детей, из которых только четверо достигли совершеннолетия. Ими были дочь Либерти София (широко известная как Либби, родившаяся в июне 1848 года) и трое сыновей, родившихся в изгнании: Мирча, Винтилэ и Хория Росетти. Её брат также был жителем Румынии и женился на Зое, дочери валашского землевладельца и политика Александру Раковицэ (среди их детей был и художник Николае Грант). Через своего брата Эффингема, который породнился с семьёй Раковицэ, Мария Росетти также находилась в отдалённом родстве с врачом Каролем Давилой и его сыном, драматургом Александру Давилой.
После её смерти в национальной либеральной газете «Voinţa Naţională» был опубликован большой некролог, в котором она была названа одной из самых выдающихся румынских женщин своего поколения. Её труды 1860-х годов были собраны в книге, изданной в 1893 году и содержащей предисловие Мишле. Мария также является одним из персонажей романа Камила Петреску «Un om între oameni». В её честь была названа улица в центре Бухареста, которая представляет собой восточное продолжение улицы Константина Росетти; школа в бухарестском районе Флоряска также была названа в её честь. В годы коммунистического режима в стране вышло несколько монографий о её жизни.